# Silvia Maleen
Silvia Maleen est une actrice autrichienne née le 17 janvier 1979 à Linz en Autriche
D'août 2008 à octobre 2010, elle a joué le rôle de Jennifer Steinkamp dans la série allemande Le Rêve de Diana.
Ce rôle fut d’abord interprété par Christiane Klimt de 2006 à 2008 mais cette dernière décida de quitter la série et ce fut Silvia Maleen qui la remplaça jusqu'en 2010.

## Filmographie
- 2008-2010 : Le Rêve de Diana, Jennifer Steinkamp (épisodes 501 à 1023)